# Bernd Behrens
Bernd Behrens (* 19. Juli 1952) ist ein deutscher Badmintonspieler. 

## Karriere
Bernd Behrens spielte ein halbes Jahrzehnt lang in der höchsten Badminton-Spielklasse der DDR. 1976 erreichte er dabei seinen größten Erfolg, als er mit der SG Gittersee Bronze erkämpfen konnte. In den Einzeldisziplinen wurde er 1971 Juniorenmeister im Mixed und 1974 DDR-Vizemeister in der gleichen Disziplin. 1973 und 1976 belegte er Rang drei beim Silbernen Federball.

## Sportliche Erfolge
| Saison    | Veranstaltung                    | Disziplin      | Platz | Name |
| --------- | -------------------------------- | -------------- | ----- | --- |
| 1970/1971 | DDR-Einzelmeisterschaft AK 16/17 | Mixed          | 1     | Bernd Behrens / Angelika Neubert (SG Gittersee)                                                                                         |
| 1972/1973 | DDR-Studentenmeisterschaft       | Herrendoppel   | 2     | Steffen Körbitz / Bernd Behrens (TU Dresden / TU Dresden - SG Gittersee)                                                                |
| 1972/1973 | Silberner Federball              | Herrendoppel   | 3     | Bernd Behrens / Steffen Körbitz (SG Gittersee)                                                                                          |
| 1973/1974 | DDR-Einzelmeisterschaft          | Mixed          | 2     | Bernd Behrens / Jutta Tietze (SG Gittersee)                                                                                             |
| 1974/1975 | DDR-Studentenmeisterschaft       | Mixed          | 2     | Bernd Behrens / Jutta Tietze (TU Dresden - SG Gittersee / FS Finanzwirtschaft Gotha - SG Gittersee)                                     |
| 1974/1975 | DDR-Studentenmeisterschaft       | Herrendoppel   | 2     | Bernd Behrens / Steffen Körbitz (TU Dresden - SG Gittersee / TU Dresden)                                                                |
| 1975/1976 | Silberner Federball              | Herrendoppel   | 3     | Bernd Behrens / Peter Uhlig (SG Gittersee)                                                                                              |
| 1975/1976 | DDR-Mannschaftsmeisterschaft     | Mannschaft     | 3     | SG Gittersee (Claus Cassens, Peter Uhlig, Klaus Renner, Dieter Krompaß, Bernd Behrens, Jutta Behrens, Monika Cassens, Angelika Neubert) |
| 1988/1989 | DDR-Seniorenmeisterschaft AK I   | Herrendoppel   | 2     | Bernd Behrens / Wieland Göhler (SG Gittersee)                                                                                           |
| 1988/1989 | DDR-Seniorenmeisterschaft AK I   | Mixed          | 1     | Bernd Behrens / Jutta Behrens (SG Gittersee)                                                                                            |
| 1992/1993 | Silberner Federball              | Herreneinzel B | 3     | Bernd Behrens (SG Gittersee) |
| 1998/1999 | Deutsche Einzelmeisterschaft O45 | Mixed          | 2     | Bernd Behrens / Jutta Behrens (SG Gittersee)                                                                                            |
| 1999/2000 | Deutsche Einzelmeisterschaft O45 | Herrendoppel   | 2     | Hans-Jürgen Göhler (BV Niedersedlitz) / Bernd Behrens (SG Gittersee)                                                                    |
| 2000/2001 | Deutsche Einzelmeisterschaft O45 | Herrendoppel   | 2     | Bernd Behrens / Hans-Jürgen Göhler (SG Gittersee / BV Niedersedlitz)                                                                    |
| 2001/2002 | Deutsche Einzelmeisterschaft O45 | Herrendoppel   | 3     | Bernd Behrens / Hans-Jürgen Göhler (SG Gittersee / BV Niedersedlitz)                                                                    |
| 2002/2003 | Deutsche Einzelmeisterschaft O50 | Herrendoppel   | 2     | Hans-Jürgen Göhler / Bernd Behrens (BV 57 Niedersedlitz / SG Gittersee)                                                                 |
| 2002/2003 | Deutsche Einzelmeisterschaft O50 | Mixed          | 2     | Bernd Behrens / Jutta Behrens (SG Gittersee / PTSV Singen-Schlatt)                                                                      |
| 2003/2004 | Deutsche Einzelmeisterschaft O50 | Mixed          | 2     | Bernd Behrens / Jutta Behrens (SG Gittersee / PTSV Singen-Schlatt)                                                                      |
| 2004/2005 | Deutsche Einzelmeisterschaft O50 | Herreneinzel   | 3     | Bernd Behrens (PTSV Singen-Schlatt) |
| 2004/2005 | Deutsche Einzelmeisterschaft O50 | Herrendoppel   | 3     | Bernd Behrens (PTSV Singen-Schlatt) / Hans-Jürgen Göhler (BV Niedersedlitz)                                                             |
| 2005/2006 | Deutsche Einzelmeisterschaft O50 | Mixed          | 1     | Bernd Behrens / Jutta Behrens (PTSV Singen-Schlatt)                                                                                     |
| 2005/2006 | Deutsche Einzelmeisterschaft O50 | Herrendoppel   | 3     | Bernd Behrens (PTSV Singen-Schlatt) / Hans-Jürgen Göhler (BV Niedersedlitz)                                                             |
| 2008/2009 | Deutsche Einzelmeisterschaft O55 | Mixed          | 3     | Bernd Behrens / Jutta Behrens (PTSV Singen-Schlatt)                                                                                     |
| 2008/2009 | Deutsche Einzelmeisterschaft O55 | Herreneinzel   | 2     | Bernd Behrens (PTSV Singen-Schlatt) |
| 2008/2009 | Deutsche Einzelmeisterschaft O55 | Herrendoppel   | 2     | Bernd Behrens / Ulrich Handschuhmacher (PTSV Singen-Schlatt / TV Witzhelden)                                                            |
| 2009/2010 | Deutsche Einzelmeisterschaft O55 | Herreneinzel   | 2     | Bernd Behrens (PTSV Singen-Schlatt) |
| 2009/2010 | Deutsche Einzelmeisterschaft O55 | Mixed          | 2     | Bernd Behrens / Jutta Behrens |